# Here We Go!
Here We Go! es el segundo álbum de la boy band japonesa Arashi que fue lanzado el 17 de julio de 2002. El álbum fue el primero con su nueva discográfica J Storm después de estar en Pony Canyon.

## Información del álbum
El álbum contiene los sencillos "A Day in Our Life" utilizado en el drama japonés Kisarazu Cat's Eye donde actuó Shō Sakurai y "Nice na Kokoroiki" que fue el decimoprimer ending del anime Kochira Katsushika-ku Kameari Kōen-mae Hashutsujo.

## Lista de pistas
| N.º | Título                         | Letras                           | Música                                        | Duración |  |
| 1.  | «Theme of Arashi»              | Masayuki Iwata (岩田雅之?), Show | Iwata, Larry Hochman                          | 4:51     |  |
| 2.  | «Easy Crazy Break Down»        | Masami Tozawa (戸沢暢美?)        | Michael Clauss, Clas Wrigsell                 | 3:45     |  |
| 3.  | «Kimi wa Sukoshi mo Warukunai» | Tozawa                           | Iwata                                         | 4:50     |  |
| 4.  | «Tokyo Lovers Tune Night»      | Yōji Kubota (久保田洋司?)        | Charles Hodgkinson, Sagat Guirey, Kirk Zavieh | 3:36     |  |
| 5.  | «A Day in Our Life»            | Shun, Shuya                      | Shun, Shuya                                   | 4:40     |  |
| 6.  | «All or Nothing Ver.1.02»      | Takeshi Aida, Show               | Zaki                                          | 5:08     |  |
| 7.  | «Nemuranai Karada»             | Takaaki Amamoto                  | Hiroshi Yamamoto                              | 4:33     |  |
| 8.  | «Kimi wa Inai Kara»            | Kubota                           | Ichiro Terada (寺田一郎?)                     | 4:45     |  |
| 9.  | «Iroasenaide»                  | Tozawa                           | Takehiko Iida (飯田建彦?)                     | 4:59     |  |
| 10. | «Aishiteru to Ienai»           | Tozawa                           | Seikou Nagaoka (長岡成貢?)                    | 5:39     |  |
| 11. | «Hoshi no Freeway»             | Toru Hiruma (比留間徹?)          | Zaki                                          | 4:41     |  |
| 12. | «Ima Ai wo Katarou»            | Rokutsu Kenjundai (六ツ見純代?)  | Īda                                           | 4:14     |  |
| 13. | «Wow!!»                        | Kazunori Watanabe (渡辺和紀?)    | Watanabe                                      | 4:36     |  |
| 14. | «Nice na Kokoroiki»            | Tozawa                           | Īda                                           | 3:58     |  |